# Renault Be Bop
Die Renault Be Bop sind zwei Konzeptfahrzeuge von der Firma Renault, die im Jahre 2003 auf der IAA in Frankfurt vorgestellt worden sind. Der Be Bop ist ein SUV und der Be Bop der passende Sportwagen dazu.
Die Bezeichnung wurde von 2009 bis 2013 auch für ein verkürztes Sondermodell des Renault Kangoo verwendet.

## Motor
Der Be Bop wird von einem Vierzylinder-Ottomotor mit 1600 cm³ Hubraum mit 84 kW (114 PS) angetrieben. Die Antriebsleistung wird über ein Sechsgang-Getriebe und eine Elektrokupplung auf die 21 Zoll großen Räder übertragen. Die 210 mm Bodenfreiheit ermöglichen auch Fahrten abseits von befestigten Straßen.
Der Be Bop hingegen wird von einem 2,0-l-Turbomotor mit 2000 cm³ Hubraum mit 165 kW (224 PS) angetrieben dessen maximales Drehmoment 300 Nm beträgt. Geschaltet wird über ein sequentielles Sechsganggetriebe.

## Innovation
Beide Versionen des Be Bop sind mit einer Unterbodenverkleidung ausgestattet, der die Aerodynamikwerte verbessern und somit den Verbrauch verringern soll. Die Linienführung verläuft in Rundungen. sind eine große angerundete Frontscheibe und eine Panoramaglasdach wesentliche Lichteinlässe für den Innenraum. Im Innenraum ist ein großer Bogen von vorne nach hinten gezogen, der gleichzeitig als Befestigung der vier einzelnen Sitze dient. Dieser Bogen enthält unter anderem den Schalthebel und die Bedienelemente für die Heizung, die Klimaanlage, das Radio usw. Zwei übereinander angeordnete LC-Displays zeigen die Fahrgeschwindigkeit und die Motordrehzahl in 3D-Darstellung an. Alle anderen Informationen kann man auf einem drehbaren, versenkbaren Display ablesen. Außen sind Scheinwerfer mit Diodentechnik und am Heck Lichtstreifen verbaut. Die Heckklappe öffnet sich in zwei Schritten. Erst schwenkt die Scheibe in die Höhe, dann wird der Ladeboden nach unten abgesenkt.
Zusätzlich kann man im Be Bop die hinteren Sitze unter den Vordersitzen verschwinden lassen, um einen größeren Stauraum zu haben.
Im Be Bop ist ein sportliches Profil verbaut. Die Sitze bieten mehr Seitenhalt.